# نادي فروسينوني
نادي فروسينوني لكرة القدم (بالإيطالية: Frosinone Calcio)‏، أو كما يعرف اختصاراً باسم فروسينوني هو نادي كرة قدم إيطالي، تأسس في عام 1906، ويتمركز في مدينة فروزينوني الواقعة في مقاطعة مودينا بإقليم إقليم لاتسيو وسط إيطاليا. يلعب الفريق مبارياته الرسمية على ملعب ماتوسا الذي تأسس عام 1932 و الذي يتسع لحضور 10,130 متفرج.
تأسس في عام 1906 تحت اسم اتحاد فروسينوني الرياضي (بالإيطالية: Union Sportive Frusinate)‏. لكن تم إعادة إنشاءه في عام 1990 تحت اسم فروسينوني كالتشيو (بالإيطالية: Frosinone Calcio)‏ بعد أن أعلن الاتحاد الإيطالي لكرة القدم عن هبوطه إلى دوري الهواة بسبب الضائقة المالية التي ألمت به. في موسم 2014-15 تأهل للعب في الدوري الإيطالي الدرجة الثانية، من ثم تأهل ليخوض منافسات الدوري الإيطالي الدرجة الأولى في موسم 2015-16 للمرة الأولى في تاريخه.
الزي الرسمي للنادي هو الأصفر والأزرق، و لهذا يطلق عليه لقب الغيالو أزوري (بالإيطالية: Gialloazzurri)‏، و يعرفون أياضً باسم التتشوتشاريون (بالإيطالية: Ciocciarìa)‏ والتي تدل على منطقة موجودة بوسط إيطاليا داخل دائرة لاتسيو دون وجود حدود محددة، في إشارة إلى مقاطعة فروزينوني.

## وصلات خارجية
- الموقع الرسمي